# Tregellasia capito
Tregellasia capito là một loài chim trong họ Petroicidae.